# Elizaveta Petrovna Konovnicyna
Elizaveta Petrovna Konovnicyna-Naryškina (russo: Елизавета Петровна Коновницына-Нарышкина; Kjarovo, 13 aprile 1802 – Opočka, 23 dicembre 1867) è stata una nobildonna russa.

## Biografia
Era la primogenita e unica figlia del generale Pëtr Petrovič Konovnicyn, e di sua moglie, Anna Ivanovna Korsačova. Suo padre era un eroe della guerra del 1812, ministro della guerra e membro del Consiglio di Stato. Il 24 dicembre 1819 l'imperatore Alessandro I, lo elevò al rango di conte.
Ricevette un'ottima educazione in casa che comprendeva musica, canto ed era molto portata per il disegno.

## Matrimonio
Divenne damigella d'onore dell'imperatrice Maria Feodorovna. Nel 1823 conobbe il colonnello Michail Michajlovič Naryškin.
Le nozze vennero celebrate il 12 settembre 1824. Ebbero una figlia:
- Natal'ja (11 giugno 1825-31 agosto 1825)

Suo marito era un membro di una società segreta che partecipò alla rivolta decabrista e fu arrestato e condotto alla Fortezza Pietro e Paolo. In seguito venne condannato alla privazione del suo rango, esiliato ai lavori forzati per 12 anni che venne, poi, ridotto a 8 anni.

## Esilio
Elizaveta decise di seguire il marito in esilio perciò chiese il permesso all'imperatrice. Nel maggio 1827 Elizaveta arrivò al carcere di Čita, dove ha vissuto fino al 1830. Le mogli dei prigionieri erano autorizzate a vivere in una casa separata dalla prigione due volte a settimana. Ma Elizaveta, in quanto non aveva figli, gli venne concesso il permesso di stabilirsi in una cella con il marito. Michail, che soffriva di asma fin da bambino, si trasferì in una piccola casa vicino al carcere. Nel 1830, si trasferì con il marito a Petrovsk-Zabajkal'skij e il 14 marzo 1833 arrivò nella città di Kurgan, dove la loro casa divenne un vero e proprio centro culturale. Attualmente, la loro casa è il Museo dei decabristi.

## Morte
Elizaveta morì il 23 dicembre 1867 e fu sepolto nel monastero Donskoj insieme al marito e alla loro unica figlia.